# Incursioni turche del Friuli
Le incursioni turche del Friuli furono un fenomeno che colpì la medesima regione nel corso del XV e XVI secolo, in un contesto più grande, ovvero le guerre e le tensioni fra la Repubblica di Venezia e l'Impero ottomano. Quasi sempre si trattava di cavalleria irregolare che, oltrepassato l'Isonzo, distruggeva e razziava villaggi interi, uccidendo e facendo prigionieri uomini e donne delle fasce più giovani, poiché gli adulti e gli anziani, il più delle volte, venivano fatti letteralmente a pezzi con la spada. Dalla prima incursione del 1415 a l'ultima verso la prima metà del 1500 ce ne furono nove. Le conseguenze di queste incursioni furono la totale distruzione di alcuni paesi, alcuni ricostruiti ed altri lasciati al loro destino, molteplici uccisioni e stupri, e la dimostrazione che la Repubblica di Venezia non era in grado di gestire i propri territori. Va inoltre precisato che benché si chiamino incursioni "turche", di fatto questi predoni non erano veri e propri turchi, ma piuttosto albanesi, croati, serbi, macedoni, ungheresi e soprattutto bosgnacchi, tutti, il più delle volte, di fede musulmana.

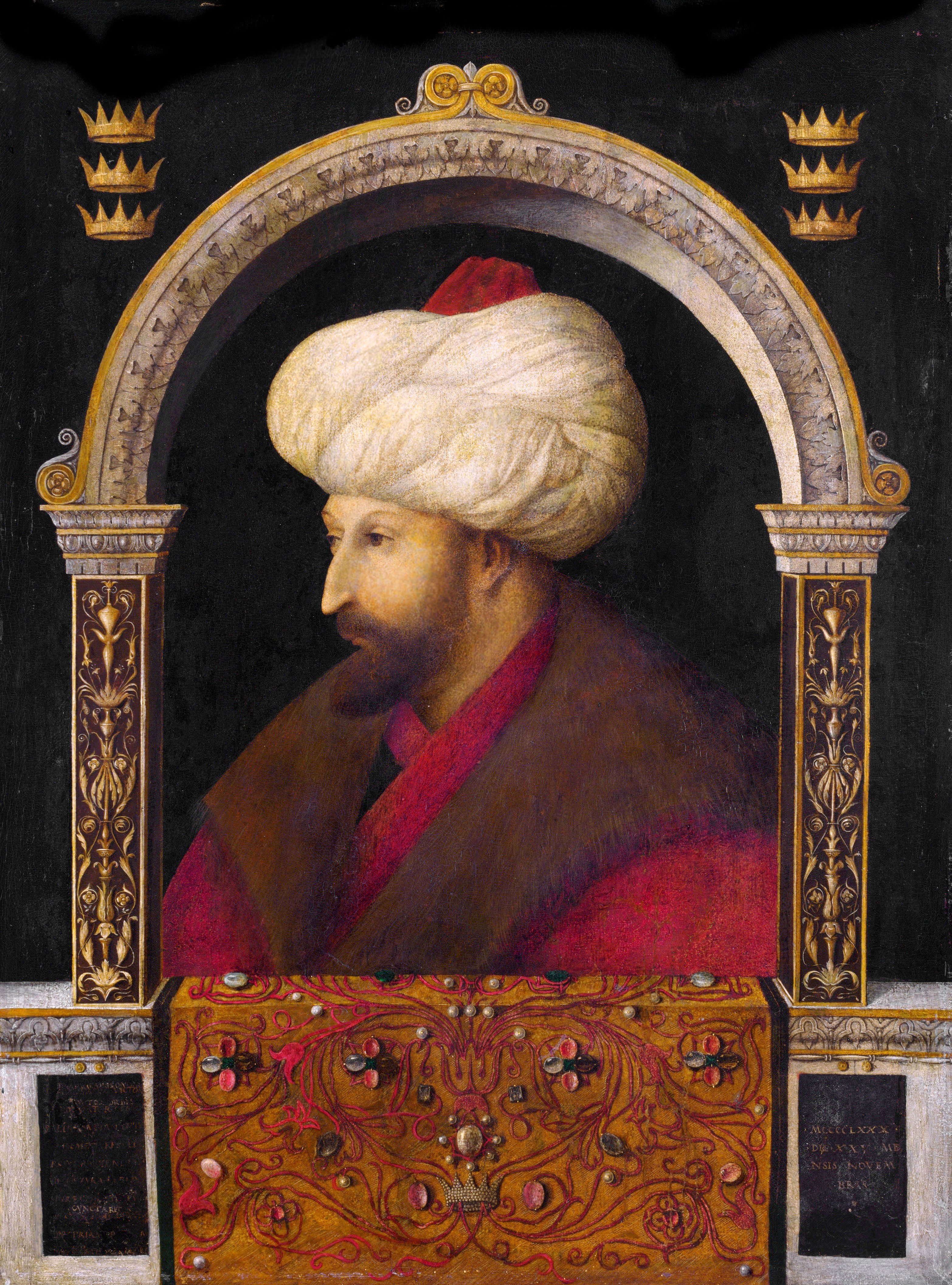
Maometto II, il sultano in carica dell'Impero Ottomano durante le incursioni turche del Friuli dal 1463 a quella del 1479

## Incursione del 1415
Fu la prima di queste numerose e devastanti incursioni. Si sa poco al riguardo, segno che a pagare il prezzo maggiore furono soltanto i contadini. Quando i turchi invasero la Slovenia qualche banda era penetrata in Friuli per darsi al saccheggio.

## Incursioni del 1463 e 1469
Mentre la Repubblica di Venezia e l'Impero Ottomano si guerreggiavano per il predominio del Mediterraneo e la Guerra turco-veneziana del 1463-1479 era iniziata, il Friuli subì un'altra incursione nel 1463. Anche di questa incursione si conosce poco per i suddetti motivi, ma sicuramente ci furono numerosi saccheggi e razzie nei villaggi incapaci di difendersi da soli. Sei anni dopo questa seconda incursione ce ne fu un'altra tra il luglio ed il settembre 1469.

## Incursione del 1472
Nel 1472, probabilmente tra il 21 e 24 settembre, ci fu un'altra incursione da parte dei turchi che oltrepassarono l'Isonzo, schierati in 8 000 unità di cavalleria irregolare guidati dal sanjak-bey della Bosnia, Iskanderbeg Michaloghli (da non confondersi con il Castriota), cristiano rinnegato di origini genovesi (Galata). In questa quarta incursione i turchi si spinsero sino alla villa di Cussignacco, alle porte di Udine, e Monfalcone. Tra saccheggi, incendi e stupri ci furono ben 10 000 vittime e 2 000 prigionieri, destinati o ad essere venduti al mercato di schiavi o a morire sgozzati a causa del loro ingombro per i turchi quando si trattava di attraversare ponti e fiumi in piena. Venezia, che era impegnata nelle guerre contro l'Impero Ottomano, per ostacolare queste incursioni fece riparare e ricostruire alcune fortezze lungo l'Isonzo.

## Incursione del 1477

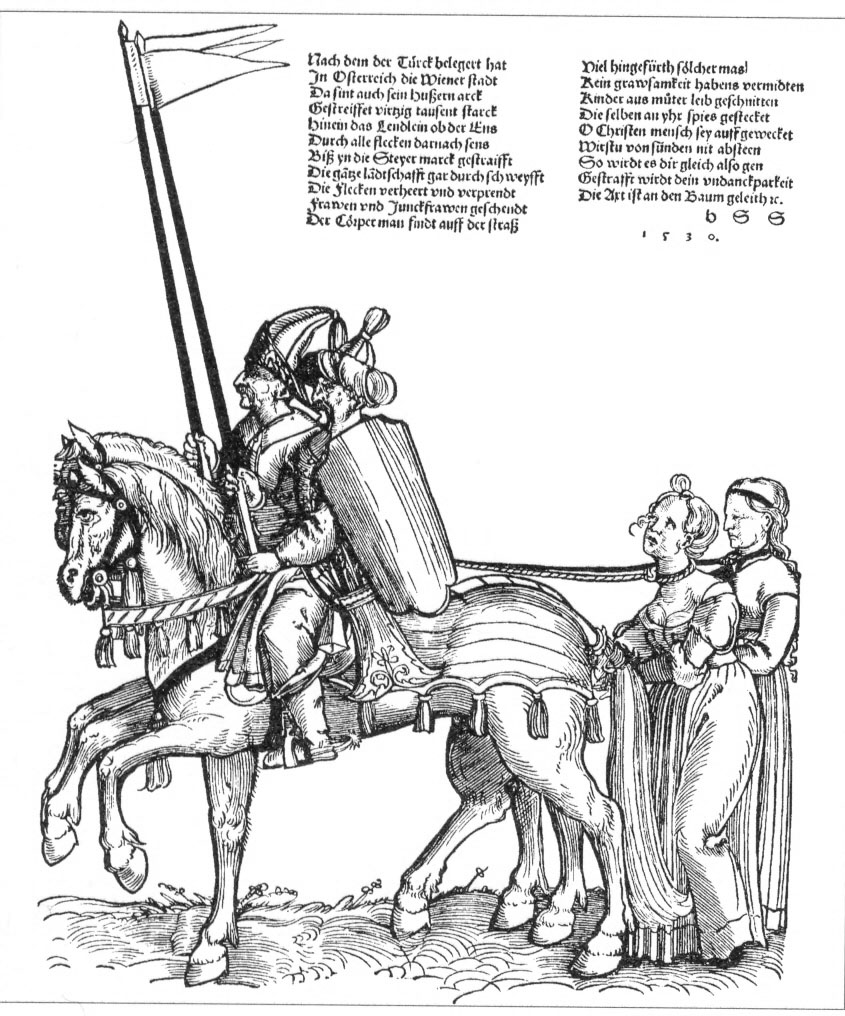
Donne catturate dagli ottomani durante una incursione in Stiria in una xilografia del 1530 circa, Niklas Stör, Biblioteca nazionale austriaca

Tra l'ottobre ed il novembre 1477 ci fu una delle più devastanti incursioni del Friuli e disfatte del popolo friulano. Il 29 ottobre, sempre il signore della Bosnia Iskanderbeg Michaloghli e 10 000 uomini posero i loro accampamenti nei pressi di Gorizia, con il consenso del conte a patto che non avessero saccheggiato territori a lui appartenenti, anche oltre il Tagliamento. I turchi si divisero in più colonne per cogliere di sorpresa le truppe venete di Gradisca disorientate, le quali cadranno in un'imboscata presso la piana del Preval. Non ci furono prigionieri, e chi non cadrà sul campo di battaglia sarà ucciso tra torture e pene, sebbene un piccolo gruppo riuscì a ritornare alla fortezza. Da questo momento in poi gli invasori furono liberi di scorrere per tutta la regione, seminando il terrore fra la popolazione, la quale si nascose in fortezze e castelli per sfuggire alla distruzione. Tra l'1 e il 3 novembre gli invasori saccheggiarono molti paesi nella zona tra i fiumi Torre e Tagliamento, benché non oltrepassarono quest'ultimo. Carichi di ricchezze e prigionieri si ritirarono sull'Isonzo, e 3 000 di loro tornarono nel'Impero ottomano con 4 000 prigionieri. Dopo un paio di giorni, ove i turchi rimasero nascosti nei boschi nei pressi di Doberdò, ripartirono per nuovi saccheggi e distruzioni oltre al Tagliamento e al Piave, penetrando nel trevigiano. Tra le numerosi conseguenze di questa incursione, si ricordano la distruzione della chiesa di San Quirino e la distruzione totale di molteplici paesi, alcuni mai più ricostruiti. Questi fatti sanciranno per sempre nell'immaginario collettivo il ricordo della ferocia di invasori senza pietà, tanto che ancora oggi nella Parrocchiale di Tricesimo è presente una lapide che attesta quanto accaduto in questa devastante incursione.

## Incursioni del 1478 e 1479
Tra la primavera e l'estate del 1478 ci furono altre scorrerie da parte dei turchi, sebbene in maniera meno devastante e tragica rispetto a quelle dell'anno precedente. Ormai il Friuli diventò un bersaglio non solo per la cavalleria irregolare dell'Impero ottomano, ma per tutti i popoli dell'est Europa che avevano mire espansionistiche verso la penisola italiana. Nel 1479 ci fu un'ulteriore scorreria, sebbene se ne sappia poco o niente.

## Incursione del 1499
Una delle incursioni più cruente fu quella del 1499, compiuta da circa 10 000 soldati comandati da Skender Pascià (Mihaloğlu İskender Paşa), che si spinsero fino a Conegliano: in otto giorni di scorribanda, furono trucidate o condotte in prigionia oltre 10 000 persone e furono saccheggiati ed arsi ben 132 villaggi.

## Incursione del 1503
Tali incursioni avvennero a seguito della seconda guerra Turco-Veneziana.

## Le incursioni turche nella letteratura
Pier Paolo Pasolini scrisse, approssimativamente a maggio 1944, l'opera teatrale I Turcs tal Friùl (i Turchi nel Friuli), ambientata a Casarsa, composta da un solo atto di tipo drammatico scritto in friulano e basata su un episodio storico riguardante l'incursione del 1499.